# أدولف بوتنانت
أدولف بوتنانت (بالألمانية: Adolf Butenandt) هو كيميائي ألماني ولد في 24 مارس 1903 وتوفى في 18 يونيو 1995.
نال جائزة نوبل في الكيمياء سنة 1939 نظراً لعمله على الستيرويدات الجنسية.
عاش في بلدة ليه الواقعة في ولاية شليسفيغ هولشتاين الألمانية وبالقرب من بريمن فدرس الكيمياء في جامعة ماربورغ ثم في جامعة غوتينغن تحت إشراف أدولف فينداوس وتخرج سنة 1927. أصبح في نفس السنة مساعدا في معهد غوتينغن للكيمياء وتحصل على وظيفة بريفت دزونت في قسم الكيمياء وعلوم الأحياء. عين بعد ذلك محاضرا في معهد الكيمياء العضوية الذي يتبع معهد دانزج التقني. في سنة 1936 أصبح أستاذا في جامعة برلين ومدير معهد ماكس بلانك للعلوم الأحياء.
في سنة 1945 أصبح أستاذ كيمياء وفيزيولوجيا في توبنغن بألمانيا وعين سنة 1956 في ميونخ مدير معهد الكيمياء والفيزيولوجيا. في سنة 1960 أصبح مدير مؤسسة ماكس بلانك.

إيسترون

أجرى أبحاثه خصوصا على الهرمونات الجنسية وقد تمكن من استخراج التستوستيرون من اندروستيرون سنة 1939. كوفئ على بأعماله على الستيرويدات الجنسية بنيله جائزة نوبل في الكيمياء سنة 1939 مع ليو بولد روزيتشكا.

## روابط خارجية
- أدولف بوتنانت على موقع الموسوعة البريطانية (الإنجليزية)
- أدولف بوتنانت على موقع مونزينجر (الألمانية)
- أدولف بوتنانت على موقع إن إن دي بي (الإنجليزية)